# Najaf FC
Al Najaf FC is een Iraakse voetbalclub uit de stad Najaf. De club deed in 2007 mee aan de AFC Champions League. Najaf FC zou in 2010 meedoen aan het AFC Cup toernooi.

## Resultaten in de Champions League
- AFC Champions League eerste optreden
- 2007: groepsfase